# Teiro
Il torrente Teiro è un corso d'acqua che scorre in Liguria e sfocia a Varazze, in provincia di Savona.

## Percorso
Il Teiro nasce sulle pendici occidentali del Monte Beigua con un ramo sorgentizio chiamato Rio Frassinelle. Scorre inizialmente verso ovest quindi, aggirato il Bric Aliberti (924 m), devia verso sud-est; in questo tratto il corso d'acqua segna il confine tra i comuni di Stella e Varazze.

Dopo aver bagnato Alpicella, dove riceve da sinistra le acque del Rio dell'Uomo morto, riceve da destra, nei pressi della frazione Pero, la confluenza del Torrente Malacqua.
Attraversa quindi l'abitato di Varazze dove, poco dopo aver ricevuto da sinistra l'apporto del Rio Arzocco, percorre il suo ultimo tratto coperto da Viale Nazioni Unite, costruito nel 1960 per volontà del sindaco Cesare Damele, per poi sfociare nel Mar Ligure.

Per un certo tratto è costeggiato dalla strada che da Varazze sale verso il Monte Beigua e Stella San Martino.

## Regime idrologico e stato ambientale
Il Teiro è caratterizzato da un regime torrentizio di tipo appenninico, con magre estive che possono lasciare del tutto in secca il corso d'acqua e piene autunnali e primaverili.

L'indice SACA (Stato Ambientale del Corso d'Acqua) è stato classificato nel 2001 come "BUONO" alla stazione di campionamento di Alpicella, ma questo dato non può essere ritenuto significativo dello stato ambientale del torrente nel tratto più antropizzato che si incontra scendendo verso la foce. Nella stessa stazione di campionamento le acque del Teiro risultavano idonee alla vita dei salmonidi. 

## Affluenti principali

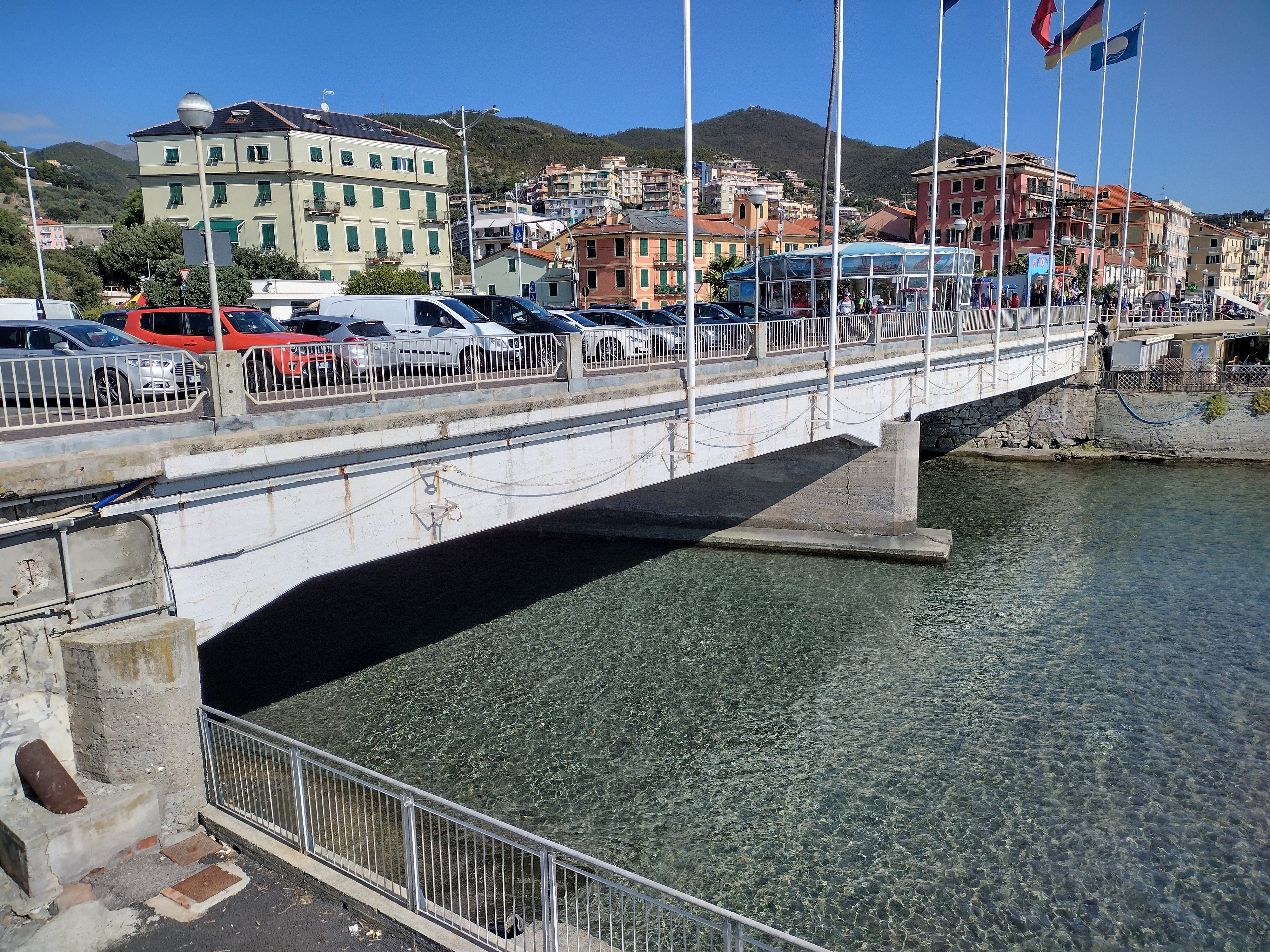
Il Teiro presso la foce

- Torrente Malacqua
- Rio dell'Uomo Morto
- Rio Arzocco